# Championnat de France de rugby à XIII 1935-1936
Navigation
Édition précédente Édition suivante
Le Championnat de France de rugby à XIII 1935-1936 est la deuxième édition du Championnat de France de rugby à XIII. Le XIII catalan remporte son premier championnat de l'histoire en battant en finale 25-14 Bordeaux.

## Liste des clubs en compétition
| Villeneuve-sur-Lot XIII Catalan Albi Bordeaux Cote basque Pau Roanne Lyon-Villeurbanne Périgueux Celtic Paris XIII Dax |

La Ligue Française de rugby à XIII met en place la deuxième édition du Championnat de France de première division avec la participation de douze clubs.
Quatorze clubs avaient initialement prévu d'y prendre part mais Agen (trois rencontres) et le Gallia de Toulouse (deux rencontres) n'ont pas poursuivis la saison.
Pour la première fois, un système de phase finale apparaît à l'issue d'une première phase de Championnat.

## Déroulement de la compétition

### Classement général
- Poule A

| Rang | Club               | Pts | J  | V | N | D |
| ---- | ------------------ | --- | -- | - | - | - |
| 1    | Bordeaux           | 28  | 10 | 9 | 0 | 1 |
| 2    | Villeneuve-sur-Lot | 19  | 8  | 5 | 1 | 2 |
| 3    | Côte basque        | 19  | 9  | 5 | 0 | 4 |
| 4    | Paris              | 13  | 7  | 3 | 0 | 4 |
| 5    | Pau                | 10  | 7  | 1 | 1 | 5 |
| 6    | Dax                | 7   | 7  | 0 | 0 | 7 |

- Poule B

| Rang | Club              | Pts | J  | V | N | D |
| ---- | ----------------- | --- | -- | - | - | - |
| 1    | Roanne            | 28  | 10 | 9 | 0 | 1 |
| 2    | Lyon-Villeurbanne | 23  | 9  | 7 | 0 | 2 |
| 3    | Albi              | 20  | 10 | 5 | 0 | 5 |
| 4    | XIII Catalan      | 19  | 9  | 5 | 0 | 4 |
| 5    | Celtic de Paris   | 10  | 8  | 1 | 0 | 7 |
| 6    | Périgueux         | 8   | 8  | 0 | 0 | 8 |

### Phase finale
|  | Quarts de finale   | Quarts de finale  |              |    | Demi-finales | Demi-finales |  |  | Finale   | Finale   |
|  | Quarts de finale   | Quarts de finale  |              |    | Demi-finales | Demi-finales |  |  | Finale   | Finale   |
|  |                    |                   |              |    |              |              |  |  |          |          |
|  |                    |                   |              |    | Bordeaux     | Bordeaux     |  |  | Bordeaux | Bordeaux |
|  |                    |                   |              |    | Bordeaux     | Bordeaux     |  |  | Bordeaux | Bordeaux |
|  | XIII Catalan       | 21                |              |    | Bordeaux     | Bordeaux     |  |  | Bordeaux | Bordeaux |
|  | XIII Catalan       | 21                |              |    | Bordeaux     | Bordeaux     |  |  | Bordeaux | Bordeaux |
|  | Villeneuve-sur-Lot | 13                |              |    | Bordeaux     | Bordeaux     |  |  | Bordeaux | Bordeaux |
|  | Villeneuve-sur-Lot | 13                | XIII Catalan | 14 |              |              |  |  | Bordeaux | Bordeaux |
|  |                    |                   | XIII Catalan | 14 |              |              |  |  | Bordeaux | Bordeaux |
|  |                    | Roanne            | 12           |    |              |              |  |  | Bordeaux | Bordeaux |
|  | Roanne             | Roanne            | 12           | 19 |              |              |  |  | Bordeaux | Bordeaux |
|  | Roanne             |                   |              | 19 |              |              |  |  | Bordeaux | Bordeaux |
|  | Paris              | 13                |              |    |              |              |  |  | Bordeaux | Bordeaux |
|  | Paris              | 13                | XIII Catalan | 25 |              |              |  |  |          |          |
|  |                    |                   | XIII Catalan | 25 |              |              |  |  |          |          |
|  |                    | Bordeaux          | 14           |    |              |              |  |  |          |          |
|  | Bordeaux           | Bordeaux          | 14           | 16 |              |              |  |  |          |          |
|  | Bordeaux           | Paris             |              | 16 |              |              |  |  |          |          |
|  | Albi               | 8                 |              |    |              |              |  |  |          |          |
|  | Albi               | 8                 | Bordeaux     | 6  |              |              |  |  |          |          |
|  |                    |                   | Bordeaux     | 6  |              |              |  |  |          |          |
|  |                    | Lyon-Villeurbanne | 5            |    |              |              |  |  |          |          |
|  | Lyon-Villeurbanne  | Lyon-Villeurbanne | 5            | 28 |              |              |  |  |          |          |
|  | Lyon-Villeurbanne  |                   |              | 28 |              |              |  |  |          |          |
|  | Côte Basque        | 2                 |              |    |              |              |  |  |          |          |
|  | Côte Basque        | 2                 |              |    |              |              |  |  |          |          |

### Finale (3 mai 1936)
(mt : 15 - 8)
Homme du match : 
Points marqués :
- XIII Catalan: 5 essais de Bosc (2), de Maurel (2), de Lavagne; 5 transformations de Bosc
- Bordeaux: 4 essais de Pelot, de Villafranca (2), de Nouel, 1 pénalité d'Audurau

Évolution du score : 0-2, 5-2, 10-2, 15-2, 15-5, 15-8, 20-8, 25-8, 25-11, 25-14
Arbitre :  A.S. Dobson (Featherstone)
Spectateurs : 14 150
- XIII Catalan: François Noguères - Charles Suarès, Émile Bosc, Raoul Lavagne, Jean Azaïs - Augustin Saltraille, Philippe Ascola - Adrien Maurel, Jean Queroli, Louis Sayrou, André Bruzy, Octave Triquera, Martin Serre
Entraîneur : Roger Ramis
- Bordeaux: Michel Bénazet - Marcel Villafranca, Albert Falwasser, François Nouel, René Pelot - Raoul Bonamy, Henri Audurau - André Pascal, André Saubion, Raoul Demauger, Marius Haon, Jean Darrigade, Marcel Nourrit

## Effectifs des équipes présentes
| XIII catalan       | Philippe Ascola Jean Azaïs Aimé Bardes Émile Bosc (de Béziers) André Bruzy Jean Cassagneau(a débuté la saison puis Paris) Dubuc Raoul Lavagne (de Béziers) Adrien Maurel (de Béziers) François Noguères Gilbert Ponramon Jean Queroli (de Béziers XIII) Augustin Saltraille (de l'USAP) Louis Sayrou Martin Serre Charles Suares Octave Triquera Entraîneur : Roger Ramis | Bordeaux          | Henri Audurau (de Boucau) Michel Bénazet Raoul Bonamy Jean Darrigade Raoul Demanget Albert Falwasser Maurice Gagnol Marius Haon Matthews François Nouel Marcel Nourrit André Pascal René Pelot André Saubion Marcel Villafranca Président/Entraîneur ?: Gueheillard                                                               |
| Roanne             | Joseph Carrère Jean Duhau Eugène Chaud (arrivé en septembre 1935) Huc Henri Gibert (arrivé de AS montferrandais) Louis Gibert (arrivé de AS montferrandais) Gabriel Clément (arrivé de AS montferrandais) Bruzy ? Jean Rolland Lacourt ? Roger Pouy Jones Pearce Oakes Geniteau Savy Dutheil Delio/Delion Basque                                                          | Lyon-Villeurbanne | Antonin Barbazanges René Barnoud Paul Font Gustave Genevet Joseph Griffard Laurent Lambert Charles Petit Henri Marty Levrat/Livrat (d'Oyonnax) Gaston Amila Anclades Paul Piany Barcella Charles Mathon (c) Robert Samatan Président : Pansera                                                                                    |
| Villeneuve-sur-Lot | Belletières Pierre Brinsolles Maurice Brunetaud Camels Ernest Camo Baptiste Carbo Étienne Cougnenc Jean Daffis Henri Durand (arrivé de l'AS Bitteroise en mars 36) Jean Galia Marius Guiral Laffargue Georges Lhespitaou Maurice Porra Antoine Puyuelo Max Rousié | Paris             | Louis Brané Georges Caussarieu Roger Claudel Bédat (vient de Souston) Labourdette Serpaud Minvielle Pierre Germineau Ribeyre Faure Henrique Urbain Tissinier Descoux Dessus (du Limousin) Casalino Moulin Lamazou |
| Albi               | Henri Jeansous Vedeau (T.O.E.L.) Fonvient (US Lyon Villeurbanne) Lucia (c) Bressolles (vient du Lyon olympique) Barthès (SC Albi) Moureu (SC Albi) Jean-Marie Vignal Font (c) Timbal Jalby Courbières Sagne Magnan Saulenc Lagasse | Côte basque       | André Cussac Thomas Parker Georges Blanc Sylvain Claverie Pierre Etchart André Rousse Gonzalez Puchulu Henri Sanz Labourdique R. Couquiaud (a débuté à Toulouse avant forfait du TO) Charles Lamarque Constant Lacour Jean Décamp Rollet Louis Bisauta Jean Goyetche Dublanc André Hiriart Jacques de Malharet Harcaut Dubourdieu |
| Pau                | Pouey Henri Mounès Roger Lanta Lagouarde Batz Forsans Algrier Berdance François Recaborde Bourdette Lamégnère Vergez Élisée Domercq Lassalle | Celtic de Paris   | Clynch/Clynes Ward Leboulanger Chasslin Gauthron Siccard/Sicard Heugas Entine Bonnet Coallion Cazard Henry Brigny Baron Lasalle |
| Dax                | Georges Lavielle Espil Didier Castex Dupourdieux Lamaignère Lantrade Maître Ducasse Namur Mora Daniel Dupérier Raoul Dupérier Gracianelle ? Roger Vielle (ch. saut en longueur) Rapp | Perigueux         | Laplanche Montesquieu Levique Puybarret Serre |

### Supercoupe entre le champion et le vainqueur de Coupe
(mt : 3 - 12)
Homme du match : 
Points marqués :
- Côte basque : 4 essais de Puchulu, Lacourt (2) et Cussac ; 2 pénalités de Lacourt.
- XIII Catalan: 3 essais de Daffis, d'Azaïs et Lavagne ; 1 pénalité de Bosc ; 2 drops de Noguères et Bosc.

Évolution du score : 
Arbitre : M. Vigné (Bordeaux)
A l'issue de la saison et la clôturer, il est organisé une rencontre entre le Champion de France, le XIII Catalan, et le vainqueur de la Coupe de France, Côte basque. Cette rencontre se déroule au stade du Vernet de Perpignan le 10 mai 1936.